# Серяковщина
Серяко́вщина (укр. Сіряківщина) – село, расположенное на территории Варвинского района Черниговской области (Украина).